# Robbie McEwen
Robert McEwen (* 24. června 1972 Brisbane) je bývalý australský cyklista. Byl specialistou na závěrečné spurty a měl přezdívku Rocket Robbie.
Původně se věnoval závodům BMX, v roce 1990 se zaměřil na silniční cyklistiku. Připravoval se v Australian Institute of Sport a v roce 1996 uzavřel profesionální smlouvu se stájí Rabobank.
Vyhrál závod Bay Classic Series v letech 1997, 1999, 2001, 2002, 2003 a 2005. V letech 2002 a 2005 byl mistrem Austrálie v silničním závodě. Je pětinásobným vítězem závodu Paříž–Brusel (2002, 2005, 2006, 2007 a 2008). Získal dvanáct etapových prvenství na Tour de France a dvanáct na Giro d'Italia. V letech 2002, 2004 a 2006 získal zelený trikot pro nejlepšího sprintera na Tour de France. Na mistrovství světa v silniční cyklistice 2002 získal stříbrnou medaili v závodě s hromadným startem. Vyhrál Dwars door Vlaanderen 2003, Gouden Pijl 2004, Grand Prix de Fourmies 2005, Cyclassics Hamburg 2008 a Tour de l'Eurométropole 2011.
Závodní kariéru ukončil v roce 2012. Byl manažerem týmu Orica–GreenEDGE a televizním komentátorem, vydal autobiografii One Way Road. V roce 2019 byl uveden do Síně slávy australského sportu.